# 奥古斯特·贝尔纳特
奥古斯特·马里·弗朗索瓦·贝尔纳特（Auguste Marie François Beernaert，1829年7月26日—1912年10月6日）是一位比利时政治家、法学家，1909年（和保罗·德康斯坦）的诺贝尔和平奖获得者。

## 生平
贝尔纳特生于比利时奥斯坦德的天主教徒家庭。1851年获卢万大学法律博士学位后，从事法律事务二十年。1873年起，进入政界。后来担任比利时天主教党领袖。历任比利时公共工程大臣、农业和工业大臣。1884年出任比利时首相兼财政大臣，进行过一些改革。1894年卸任。1895年起任比利时众议院议长五年，曾多次主持“国际议会联盟”召开的大会，担任国际法协会主席和海牙国际和平会议限制军备委员会主席。